# Enantiocristellaria
Enantiocristellaria es un género de foraminífero bentónico considerado un sinónimo posterior de Saracenaria de la subfamilia Lenticulininae, de la familia Vaginulinidae, de la superfamilia Nodosarioidea, del suborden Lagenina y del orden Lagenida. Su especie tipo era Cristellaria navicula. Su rango cronoestratigráfico abarcaba el Cretácico superior.

## Clasificación
Enantiocristellaria incluye a las siguientes especies:
- Enantiocristellaria aquensis †
- Enantiocristellaria navicula †